# Cephalolobus petiti
Cephalolobus petiti is een soort in de taxonomische indeling van de Myzozoa, een stam van microscopische parasitaire dieren. Het organisme komt uit het geslacht Cephalolobus en behoort tot de familie Cephalolobidae. Cephalolobus petiti werd in 1964 ontdekt door Theodorides.